# Adam Fiedler
Adam Fiedler (ur. 19 grudnia 1965 w Rudzie Śląskiej) – polski koszykarz, występujący na pozycji rzucającego obrońcy, reprezentant Polski, po zakończeniu kariery zawodniczej trener koszykarski.
Karierę sportową rozpoczął w klubie Pogoń Ruda Śląska, z którym występował w latach 1981–1983 w ówczesnej II lidze. Od 1983 do 1990 reprezentował barwy Stali Bobrek Bytom, ale nigdy nie zdobył medalu mistrzostw Polski (najwyższa pozycja czwarta w 1988 i 1990). Wystąpił w mistrzostwach Europy w 1985 (11. miejsce) i 1987 (7. miejsce). W pierwszym z tych turniejów zagrał we wszystkich spotkaniach, zdobywając 60 punktów, w drugim we wszystkich ośmiu spotkaniach, zdobył 54 punkty. Następnie grał jeszcze w nieudanych eliminacjach do mistrzostw Europy w 1989 i Igrzysk Olimpijskich w 1988. Po 1990 kontynuował karierę sportową w Niemczech, w drużynie Brandt Hagen, a następnie do jesieni 2009 pracował jako trener w BBV Hagen.
W reprezentacji Polski wystąpił w 36 oficjalnych spotkaniach, zdobywając 274 punkty.

## Osiągnięcia

### Drużynowe
- Mistrz Polski juniorów (1984)

### Indywidualne
- Zaliczony do I składu mistrzostw Polski juniorów (1984)

### Reprezentacja
- Uczestnik:
  - mistrzostw Europy:
    - 1985 – 11. miejsce, 1987 – 7. miejsce
    - U–18 (1984 – 11. miejsce)

  - kwalifikacji olimpijskich (1988)
  - trasy reprezentacji Polski po USA (9-20.11.1986)[1]

### Trenerskie
- Wicemistrz II ligi niemieckiej ProA (2009)